# واسیلی ایلین
واسیلی ایلین (روسی: Василий Петрович Ильин؛ ۸ ژانویهٔ ۱۹۴۹ – ۲۱ سپتامبر ۲۰۱۵) بازیکن هندبال اهل اتحاد جماهیر شوروی سوسیالیستی بود.